# Larissa Robiné
Larissa Olga Robiné, geborene Gazan (* 10. April 1918 in Jekaterinoslaw; † 5. Januar 2004 in Leipzig), war eine deutsche Übersetzerin ukrainischer Herkunft. Sie war darüber hinaus Chefredakteurin der Zeitschrift Po swetu.

## Leben
Robiné, 1918 als Tochter eines Lehrers geboren, studierte von 1934 bis 1939 Biologie an der Universität Charkow und war ab 1940 Lehrerin für Biologie und Chemie in der Oblast Kiew. Von 1941 bis 1943 musste sie beim Straßenbau arbeiten und wurde 1943 nach Deutschland deportiert. Sie arbeitete als Ostarbeiterin auf einem Gut. 
Nach Kriegsende war sie als Dolmetscherin und Kraftfahrerin bei einem KPD-Büro in Berlin und ab Juli 1945 bei der KPD-Kreisleitung Neuruppin tätig. 1951 wurde sie Lehrerin für Russisch und Chemie in Neuruppin, ab 1952 war sie Lehrerin, später Kreisfachberaterin und Direktorin einer Schule mit erweitertem Russischunterricht in Brandenburg (Havel). 1960 ging sie nach Berlin und war hier von 1960 bis 1977 Chefredakteurin des Fremdsprachenmagazins Po swetu („По свету“) im Verlag Volk und Wissen. 
Ab 1962 betätigte sich Robiné als literarische Übersetzerin für Russisch und Ukrainisch. Der Feuilletonist und Kritiker René Drommert lobte Robinés Übersetzung des Romans „Weiße Garde“ von Michail Bulgakow: „Larissa Robiné spricht eine klare Sprache, klopft die Sätze sorgfältig nach ihrem Sinn ab, ist aber unpedantisch, nicht sklavisch: eine gute Übersetzerin.“

## Übersetzungen
Angegeben ist jeweils die Erstausgabe der Übersetzung: 
- Michailo Stelmach: Die Aufrechten und die Falschen. Verlag Kultur und Fortschritt, Berlin 1964.
- Fjodor Knorre: Die Abenteuer der Vagabunden / Juri Kasakow: Der blinde Jagdhund. Verlag Kultur und Fortschritt, Berlin 1964.
- Andrej Platonow: In der schönen und grimmigen Welt (Erzählungen, zwei Bände). Verlag Kultur und Fortschritt, Berlin 1964.
- Alexej Dorochow: Das Herz auf der Hand. Kinderbuchverlag, Berlin 1964.
- Anatoli Kusnezow: Babi Jar. Ein dokumentarischer Roman. Verlag Volk und Welt, Berlin 1968.
- Michail Bulgakow: Die weiße Garde. Roman. Verlag Kultur und Fortschritt, Berlin 1969.
- Leonid Leonow: Der Dieb. Roman. Verlag Kultur und Fortschritt, Berlin 1970.
- Anna M. Nisowa: Sie sind in die Schule gekommen. Verlag Volk und Welt, Berlin 1972.
- Grigori Konowalow: Die Krupnows. Ein Stalingrad-Roman. Verlag Volk und Welt, Berlin 1972
- Andrej Platonow: Juligewitter. 8 Erzählungen. Insel, Leipzig 1974.
- Wassyl Kosatschenko: Der weiße Fleck. Verlag Volk und Welt, Berlin 1974.
- Maria Pryhara: Kosak Holota und andere abenteuerliche Geschichten. Erzählt nach ukrainischen Sagen. Kinderbuchverlag, Berlin 1975.
- Sergej Salygin: Am Irtysch. Novelle. Verlag Volk und Welt, Berlin 1975.
- Fjodor Gladkow: Das Birkenwäldchen. Insel, Leipzig 1976.
- Wassyl Semljak: Das andere Babylon. Roman. Verlag Volk und Welt, Berlin 1977.
- Iwan Bunin: Nächtliches Gespräch. Erzählungen aus den Jahren 1892 bis 1911. Insel, Leipzig 1978.
- Sergej Salygin: Festival. Erzählungen. Leipzig, Reclam 1983.
- Andrej Platonow: Die Epiphaner Schleusen. Göttingen, Steidl 1998.